# Marguerite Poradowska
Marguerite Gachet de la Fournière, épouse Poradowski, née le 12 mars 1848 à Ixelles (Belgique) et morte en 1937 au château de Montgoublin dans le département de la Nièvre en France, est une écrivaine de langue française.

## Biographie
Marguerite Gachet de la Fournière est née le 12 mars 1848 à Ixelles, une des 19 communes de Bruxelles en Belgique. Ses deux parents sont Lillois, son père Émile Gachet (1809-1857), éminent médiéviste s'exile à Bruxelles en 1835 pour des raisons professionnelles. Elle bénéficie d'un environnement familial intellectuellement riche, son père s'intéresse à la peinture, il publie en 1840 Lettres inédites de Pierre-Paul Rubens. Son cousin, le fils de son oncle Louis est le docteur Paul Gachet, adepte de l'homéopathie, médecin de Van Gogh, ami des impressionnistes d'Auvers-sur-Oise et lui-même peintre connu sous le nom de Van Rijsel. Sa mère, née Françoise Marie Jouvenel, est la fille du médailleur Adolphe Jouvenel (1825-1904).
Après de longues fiançailles, elle épouse le 7 septembre 1874, l'officier réfugié polonais Aleksander Poradowski (1836-1890). Ils rejoignent la famille du mari en Galicie Orientale où ils vivent pendant dix ans. La vie en Ukraine est une source d'inspiration importante pour ses ouvrages. Pour des raisons de santé, ils rentrent à Ixelles où son mari décède en 1890. C'est cette même année, qu'elle rencontre le cousin de son mari Joseph Conrad, s'ensuit une abondante correspondance en français. Grâce à ses relations et à son talent littéraire, elle est un véritable soutien pour cet écrivain dans sa carrière maritime et littéraire,.   
Elle poursuit sa carrière littéraire à Paris, auteure de nouvelles, littérature jeunesse, romans pour lesquels elle obtient plusieurs prix : Jules Favre, prix du Président de la République par la Société des gens de lettres, de l'Académie française,,,,. Elle est également traductrice notamment de Conrad et certaines nouvelles de Henryk Sienkiewicz. En 1904 et jusqu'en 1924, elle est l'une des 22 femmes qui composent le jury du prix de La Vie heureuse, l'actuel Prix Femina.
Elle meurt en 1937, dans la propriété de son neveu, le château de Montgoublin.

## Œuvre
- Hors du foyer, Paris, La Renaissance du livre
- Marylka, Paris, Hachette, 1896
- Les Filles du pope, Paris, Hachette, 1893 (Prix Jules-Favre)
- Le Mariage du fils Grandsire, Paris, Hachette, 1894
- Demoiselle Micia, mœurs galiciennes, Paris, Hachette, 1889 (Prix Montyon)
- Yaga, Paris, P. Ollendorff, 1888
- Mariage romanesque, Plon, Nourrit et Cie, 1903
- Pour Noémi, Paris, Plon-Nourrit et Cie, 1900 (Prix Montyon)